# Осада Маастрихта (1748)
Осада Маастрихта (фр. Siège de Maastricht) — одно из сражений Войны за австрийское наследство, произошедшее в апреле—мае 1748 года.
Война за австрийское наследство, начавшаяся в 1740 году, находилось в своей последней фазе. Предложения о мире были переданы Людовику XV Кауницем от имени Австрии после падения Берг-оп-Зоома в конце 1747 года. Тем не менее, за первыми мирными инициативами не последовало никакого соглашения. Голландцы опасались вторжения в свою страну, англичане больше не хотели продолжать финансировать дорогостоящую и проигранную войну, но прибытие русского вспомогательного корпуса, который императрица Елизавета готовилась отправить Марии-Терезии, беспокоило французов.
Весной 1748 года в Версале было решено развязать этот дипломатический узел последним военным усилием: осадой великой голландской крепости Маастрихта. Взятие города стало бы козырной картой за столом переговоров для дипломатов Людовика XV, что прекрасно знали и его противники. Приготовления, произведенные под командованием Морица Саксонского и проведенные Ловендалем, проводились в строжайшей тайне.
В начале апреля 1748 г. вокруг лагеря Тонгерен и в долине Мааса было собрано огромное войско. Первая траншея параллели была отрыта в ночь с 15 на 16 апреля на каждом берегу Мааса. В ночь с 17-го на 18-е гарнизон барона ван Айлва, коменданта крепости, проводит неудачную вылазку. 20 апреля начинается канонада, крайне жестокая. С 22 апреля, однако, осадные операции замедлились: снежный дождь, грязь и холод, внезапный подъём Мааса, унесший мосты, затрудняли их. В ночь с 24 на 25 апреля, затем с 27 на 28 апреля гарнизон проводит новые вылазки, в результате чего одиннадцать французских орудий были заклёпаны.
29 апреля, когда Морис Саксонский решил начать генеральный штурм, прибыло сообщение о соглашении о предварительном заключении мира. 7 мая, ради спасения чести французов, после консультации со штатгальтером Вильгельмом IV Оранским, комендант ван Айлва подписывает капитуляцию на почётных условиях.
Маастрихт, вместе с другими завоеваниями французов в Австрийских Нидерландах, был возвращен в соответствии с аахенским мирным договором, подписанным в 1748 году.